# Kłębowiec (przystanek kolejowy)
Kłębowiec – zamknięty w 2004 roku przystanek osobowy a dawniej także ładownia w Kłębowcu na linii kolejowej nr 416 Wałcz Raduń – Wierzchowo Pomorskie, w województwie zachodniopomorskim.